# Terry Stafford
Terry LaVerne Stafford (Hollis, 22 november 1941 - Amarillo, 17 maart 1996) was een Amerikaanse zanger, vooral bekend om zijn Amerikaanse Top 10-hit Suspicion uit 1964, dat werd geschreven door Doc Pomus en Mortimer Shuman voor Elvis, die daarmee geen hit kon scoren, en de countrymuziekhit Amarillo by Morning uit 1973. Stafford stond ook bekend om zijn op Elvis Presley lijkende stem.

## Biografie
Stafford was de enige zoon van William Nathan 'Bill' Stafford (1921-2011), een veteraan van de Amerikaanse marine uit de Tweede Wereldoorlog en een bouwvakker, en de voormalige Juanita J. Roach (1919-2001). Hij had twee zussen, Linda Williams uit Amarillo en Judy Snead uit Hendersonville. Hij werd, net als zijn moeder, geboren op het platteland van Hollis in Harmon County in de zuidwestelijke hoek van Oklahoma. Mevrouw Stafford was lenzenslijpster bij een optiekbedrijf en werkte in een wasserij. Stafford groeide op in Amarillo, Texas, en studeerde daar in 1960 af aan de Palo Duro High School. Daarna verhuisde hij naar Los Angeles om een muzikale carrière na te streven.
Het nummer Suspicion, dat werd uitgebracht bij het label Crusader Records en eerder was opgenomen door Elvis Presley, plaatste zich op nummer 3 in de Verenigde Staten en nummer 31 in de UK Singles Chart. Suspicion had de eer om zesde te worden in de Billboard Hot 100 op 4 april 1964, toen The Beatles de top vijf bezetten. De opvolgende week piekte Suspicion op nummer 3, met The Beatles met drie van de top vijf plaatsen. Van de opname van Stafford werden meer dan een miljoen exemplaren verkocht en werd bekroond met een gouden schijf door de RIAA. Zijn opvolger I'll Touch a Star steeg naar nummer 25 in de Verenigde Staten. Beide opnamen werden geproduceerd door Bob Summers (zwager van Les Paul), die alle instrumenten op de nummers bespeelde en ze ook toepaste en opnam, behalve de bas die werd gespeeld door Ron Griffith. Summers bracht zijn eigen versie uit in de jaren 1970, evenals een remake met Ed Greenwald op zang in 2008.
In 1969 herschreef Buck Owens Staffords Big in Dallas en nam het op als Big in Vegas. Owens' versie piekte op nummer 5 in de Billboard Hot Country Singles-hitlijst en bereikte nummer 1 in de RPM Country Tracks-hitlijst in Canada.
Stafford zelf bleef opnemen, maar had geen hits meer. Zijn publicatie / gezamenlijke compositie Amarillo by Morning uit 1973 werd later gecoverd door George Strait op het album Strait from the Heart uit 1982.

## Privéleven en overlijden
Stafford woonde het grootste deel van zijn leven tussen Los Angeles en Amarillo en overleed in Amarillo op 54-jarige leeftijd aan leverfalen. Hij werd samen met zijn ouders begraven op de begraafplaats van Llano in Amarillo.
Er is een verslag van Nancy E. Hall die op 20 mei 1972 in Las Vegas trouwde met Terry L. Stafford

## Discografie

### Singles
A&M Records
- 1963: You Left Me Here To Cry(Come On Home) /Heartache On The way

Crusader
- 1964: Suspicion /Judy
- 1964: I'll Touch A Star /Playing With Fire
- 1964: Follow The Rainbow /Are You A Fool Like Me?
- 1964-65: Hoping /A Little Bit Better

Mercury Records
- 1966: Out Of The Picture /Forbidden

Sidewalk
- 1966: Soldier Boy' / When Sin Stops-Love Begins

Warner Bros. Records
- 1969: Big in Dallas / Will A Man Ever Learn

Atlantic Records
- 1973: Amarillo By Morning / Say Has Anybody Seen My Sweet Gypsy Rose
- 1974: Captured /It Sure Is Bad To Love Her
- 1974: Stop If You Love Me /We've Grown Close

Melodyland
- 1975: Darling Think It Over / Same

Casino
- 1977: It Sure Is Bad To Love Her / Same

Player 
- 1989: Lonestar Lonesome /Falling

- Biblioteca Nacional de España: XX1115140
- Gemeinsame Normdatei: 134527968
- International Standard Name Identifier: 0000 0000 9120 5845
- Library of Congress Control Number: n95117797
- MusicBrainz: cb283932-b181-42eb-928b-044dabf082e8
- Virtual International Authority File: 14026165
- WorldCat: E39PBJvRYpwygJqcj3dGDm9v73